# Fennek

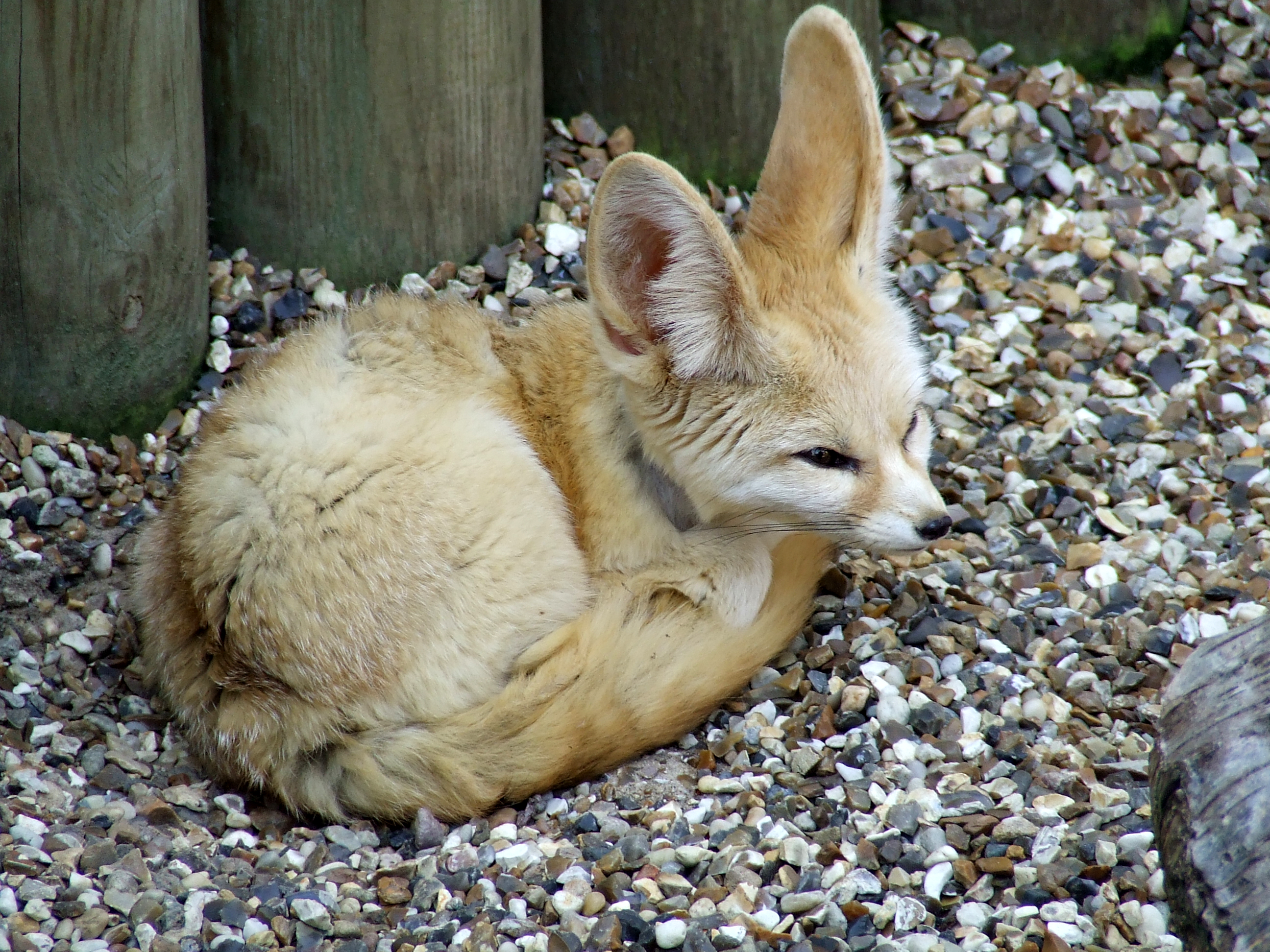
Fennek

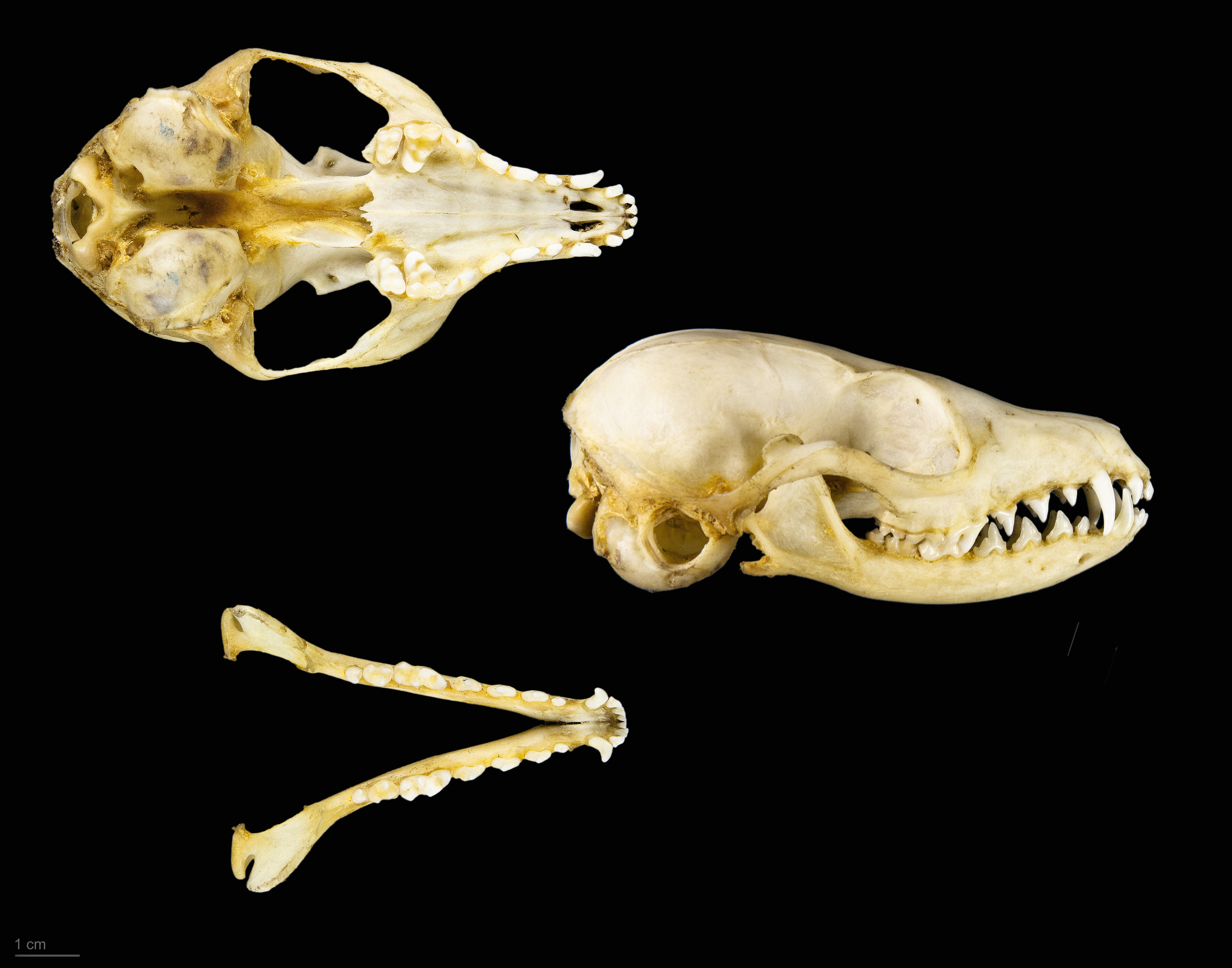
Vulpes zerda

Fennek (Vulpes zerda), även kallad ökenräv, är en liten nattaktiv räv som förekommer i Sahara i Nordafrika. Fenneken är den minsta arten av hunddjuren. Dess päls, öron och njurfunktion är anpassade till höga ökentemperaturer och vattenbrist. Dessutom är dess hörsel tillräckligt känslig för att höra bytesdjur som rör sig under marken.

## Systematik
Arten placerades först i det egna släktet Fennecus, men den placeras idag i rävsläktet Vulpes. Trots flera likheter mellan dessa taxon finns det även många signifikanta fysiska och ekologiska skillnader. Det råder därför inte konsensus kring dess släktplacering. Fennekens närmaste släkting är   blanfordräven och det antas att båda arterna hade en gemensam förfader för 4 till 4,5 miljoner år sedan. Ett antal underarter har beskrivits, men den kategoriseras idag som monotypisk.

## Utseende och läte
Fenneken är världens minsta nu levande hunddjur. Den mäter 33–39 cm på längden (utan svans) och har en svanslängd på 13–25 cm. Den genomsnittliga vikten är för honor 0,8 kg och för hannar 1,5 kg. Den har ljust gulbrun päls och svart svansspets. Pälsen är lång och tjock, vilket isolerar kroppstemperaturen och skyddar räven både mot den kalla ökennatten och de mycket varma dagarna. Trampdynorna är pälsklädda och fungerar som snöskor, vilket skyddar fenneken mot den extremt varma ökensanden. Öronen är mycket stora och hjälper att kyla ner kroppen. Dess läten omfattar ylanden, morranden, gnällanden, skrik med mera.

## Utbredning
Fenneken förekommer i Nordafrikas ökenområden och på norra Sinaihalvön.

## Ekologi
Fenneken lever i ökenlandskap, främst i sanddyner med liten växtlighet. Den lever i monogama förhållanden, ofta i familjegrupper med upp till 10 djur. Det förekommer också att flera familjer kan leva tillsammans i ett gryt.
Den gräver ut lyor med flera utgångar och en central yngelkammare som fodras med växtmaterial. Vanligen ligger lyan en meter under markytan. Sandens fasthet spelar roll för lyans komplexitet. I lös sand har den ibland bara en ingång samt en 1 till 2,5 meter lång gång som slutar i en kammare. I kompakt sand kan lyan täcka en yta på 120 kvadratmeter, 15 ingångar och tunnlar som är upp till 10 meter långa. Olika lyor kan ligga bredvid varandra och är ibland sammanlänkade. Arten är nattaktiv och tillbringar dagen i lyan.

### Föda
Fenneken letar upp födan med hjälp av hörseln och äter smågnagare, ödlor, fåglar, ägg, insekter, frukt, löv, rötter med mera. Växtdieten är betydelsefull, eftersom fenneken sällan eller aldrig dricker, och mycket av vattenbehovet täcks av dess växtföda. Liksom tamkatter leker fenneken ofta med bytet innan det är helt dött. Födan äts sällan på plats utan det bärs till lyan eller till något annat skyddat ställe.
Fenneken markerar revir med urin och avföring. Eventuellt sker detta året om; vissa auktoriteter (bland andra Curry-Lindahl) menar att det endast inträffar i samband med parningstiden.

### Fortplantning och livslängd
Parningstiden infaller under januari till februari. Efter cirka 50 dagars dräktighet föder honan 2–4, mera sällan upp till 6 ungar. Ungarna diar i upp till 3 månader och blir könsmogna vid 6–9 månader. Arten får ungar högst en gång per år. Under dräktigheten får honan som stannar i boet föda av hannen. Hannen deltar även i ungarnas uppfostring genom att erbjuda föda.
Fennekens livslängd i naturen uppskattas vara upp till 10 år, individer i fångenskap blev upp till 13 år gamla. Arten undviker på grund av sitt kamouflage och sin goda hörsel de flesta predatorer, bara i enstaka fall har dokumenterats att en schakal, en strimmig hyena, en hund eller större ugglor fällt en fennek.

## Fenneken och människan

### Namn
Ursprunget till djurets namn är ordet fanak eller fanaj som troligen kommer från det persiska språket. Det övertogs av araberna som فنك (fanak) och användes först som beteckning för olika pälsdjur och deras päls. Senare blev ordet namnet för ökenräven. Artepitet zerda övertogs från ett berberspråk (Zimmermann skriver "barbarer").

### Status och hot
Efter att en hona fått ungar grävs boet ibland upp av lokalbefolkningen och ungarna säljs på marknader. Flera ungar blir sedan sällskapsdjur. Andra ungar matas och deras kött äts sedan som bushmeat eller det exporteras till regioner där hundkött ingår i maträtterna.
De exakta populationssiffrorna är inte kända, men uppskattningar visar att djuret för närvarande inte är hotat av utrotning. Arten listas därför av IUCN som livskraftig (LC). Fennekens päls är uppskattad av ursprungsbefolkningen i Nordafrika.